# Андзолин, Роберто
Роберто Андзолин (итал. Roberto Anzolin, 18 апреля 1938, Вальданьо, Венеция — 6 октября 2017, Вальданьо, Венеция) — итальянский футболист, игравший на позиции вратаря. По завершении игровой карьеры — футбольный тренер. За свою ловкость и относительно небольшой и стройный рост для вратаря (176 см) он получил прозвище «комар».
Значительную часть карьеры провёл в «Ювентусе», с которым выиграл чемпионат и Кубок Италии. В составе национальной сборной Италии был участником чемпионата мира 1966 года.

## Клубная карьера
Родился 18 апреля 1938 года в городе Вальданьо. Воспитанник футбольной школы клуба «Мардзотто Вальданьйо» из родного города. Во взрослом футболе дебютировал в 1956 году выступлениями «Мардзотто», в котором провёл три сезона в Серии В, приняв участие в 86 матчах чемпионата.

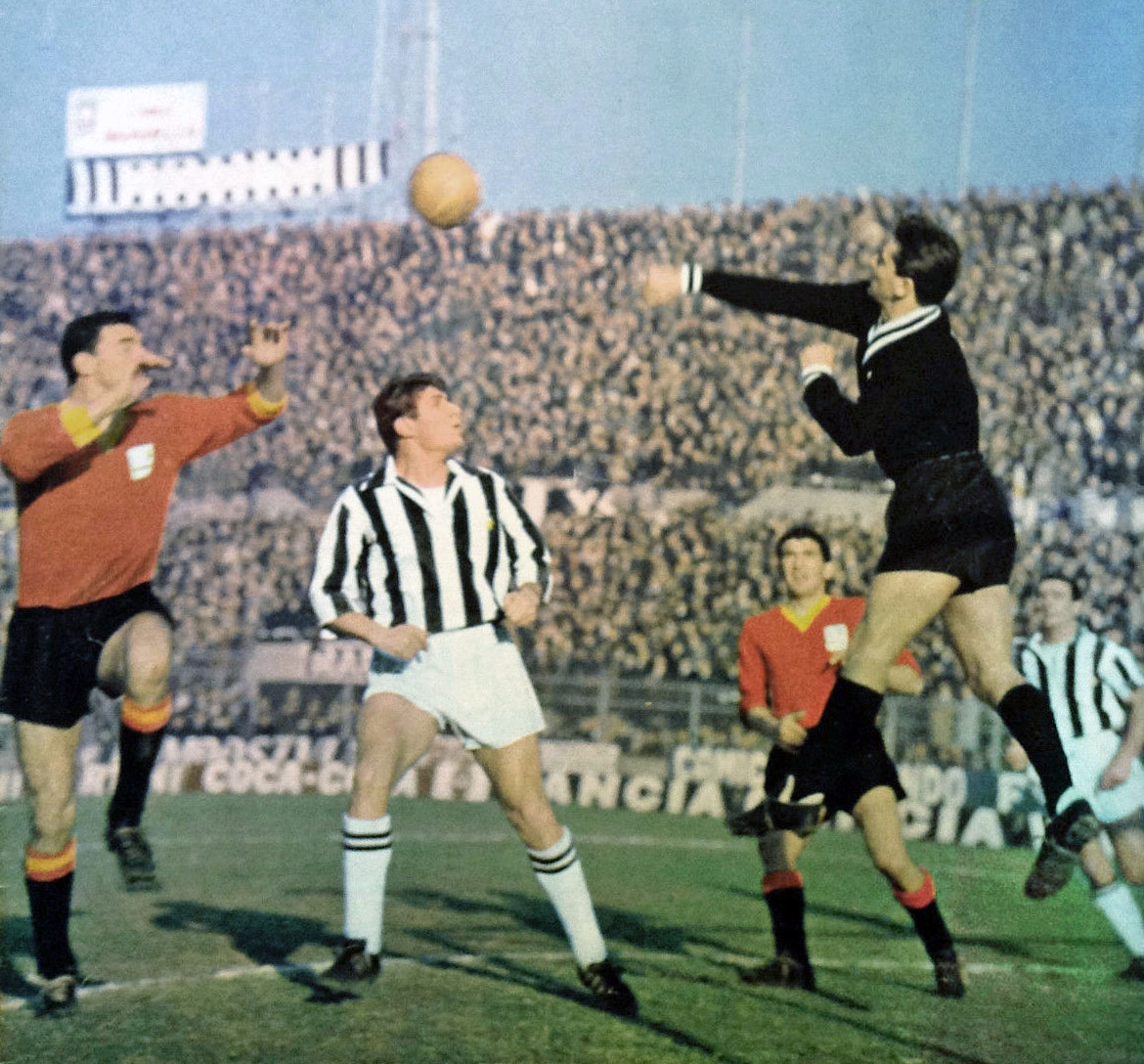
Роберто Андзолин в игре за «Ювентус». 1965 год.

В течение 1959—1961 годов защищал цвета «Палермо». Клуб приобрёл его за 40 миллионов лир, опередив «Милан» на 5 миллионов и предлагая ему ежегодную зарплату в размере 5 миллионов лир. Перед заключительным матчем сезона 1960—61 в Серии B он был проинформирован, что переходит к Серии А, в составе действующих чемпионов «Ювентус», который подписал с ним контракт на 14 миллионов лир. «Палермо» взамен получил защитника Тарчизио Бурньича, который перешёл на полноценной основе, и вратаря Карло Маттреля, и нападающего Руне Борессона на правах аренды, кроме того, туринцы заплатили 100 миллионов лир.
Сыграл за «старую сеньору» Андзолин следующие девять сезонов своей игровой карьеры. Большую часть времени, проведённого в составе «Ювентуса», был основным голкипером команды, сыграв 305 матчей (230 из которых были в Серии А). Отличался достаточно высокой надежностью, пропуская в играх чемпионата в среднем меньше одного гола за матч. За это время завоевал титул обладателя Кубка Италии и становился чемпионом Италии. Он также выиграл международный трофей Кубок Альп в 1963 году и достиг полуфинала Кубка европейских чемпионов 1967—68, проиграв «Бенфике».
Впоследствии в сезоне 1970—71 Роберто выступал за «Аталанту» в Серии В, помогая своему клубу получить повышение в классе, во время которого оставался непобедимым в течение 792 минут.
По завершении сезона Андзолин перешёл в «Ланеросси», где в течение двух сезонов был в статусе второго вратаря, после чего играл в клубах Серии С «Монца», «Риччионе» и «Казале» и в 1978 году покинул профессиональный футбол.
Окончательно завершил игровую карьеру в возрасте 46 лет в клубе «Мардзотто Вальданьо», президентом которого был его брат. В родной команде Роберто заменил травмированного вратаря, играя в 26 играх и пропустив лишь 4 гола.

## Выступления за сборные
1959 года привлекался в состав молодежной сборной Италии. На молодёжном уровне сыграл в 4 официальных матчах, пропустил 1 гол.
1960 года защищал цвета второй сборной Италии. В составе этой команды провёл 4 матча, пропустил 1 гол.
29 июня 1966 года дебютировал в официальных матчах в составе национальной сборной Италии в товарищеском матче против сборной Мексики, заменив во втором тайме Энрико Альбертози. Того же года в составе сборной был участником чемпионата мира 1966 года в Англии, но был дублёром Дино Дзоффа, поэтому матч с мексиканцами так и остался для Андзолина единственным в карьере.

## Карьера тренера
Начал тренерскую карьеру в 1980 году, возглавив тренерский штаб клуба «Беначенсе», после чего стал тренировать «О Горіцію»[что?], с которой он был уволен, когда команда была лидером Серии с шестью очками отрыва от второго места.
В сезоне 1982—83 тренировал «Беллуно», а в дальнейшем в течение семи лет работал с молодю «Кьямпо».
В сезоне 1996—97 годов он короткое время тренировал команду своего города, «Мардзотто Вальданьо» Серии С2, но не спас команду от вылета в низший дивизион. Кроме того, в Вальданьо Роберто открыл футбольную школу.

## Титулы и достижения

### Как игрок
- Вратарь Кубка Италии (1):

«Ювентус»: 1964—1965
- Чемпион Италии (1):

«Ювентус»: 1966—1967

## Личная жизнь
Его отец Бруно играл как полузащитник в «Виченце» в Серии Б в 1930 году.
В годы выступлений за «Ювентус» женился на девушке Габриэлле, у них было двое детей: сын и дочь.
31 октября 1997 года во время каникул в горах перенёс сердечный приступ. Более серьёзных последствий удалось избежать благодаря своевременному вмешательству медицинского персонала.